# Oneirofobia
A oneirofobia é o medo que as pessoas sentem de sonhar. O termo surge quando a pessoa tem muitos sonhos ou sonha com frequência. Também surge através dos pesadelos frequentes, deixando a pessoa sem autoconfiança de sua mente, a impossibilitando de dormir ou sequer descansar. Outra possibilidade do surgimento da fobia é através da água (afogamento ou engasgamento em primeira pessoa).